# A-23 (motorväg, Spanien)
A-23 eller Autovía Mudéjar är en ännu inte helt färdigbyggd förbindelse mellan Valencia och Zaragoza och vidare mot Huesca och Frankrike. Trafikanter mellan Valencia och Zaragoza som ville färdas på motorväg var tidigare tvungna att ta den långa omvägen på AP-7 vilket var både kostsamt och tidskrävande. Med den nya diagonalgående motorvägen kan transporterna anlända mycket snabbare.
På sträckan mellan Frankrike och Zaragoza har vägen även beteckningen E7.
Intressant kuriosa: När anslutningen mellan A-23 och AP-7 vid Sagunto norr om Valencia skulle byggas blev man tvungna att flytta hela betalstationen på AP-7 några kilometer norrut. Detta för att inte trafiken på A-23 skulle tvingas erlägga vägtull på väg in mot Valencia. Sagt och gjort. Hela betalstationen revs och återuppbyggdes strax norr om trafikplatsen.